# Каймон
Каймон, Каймон-даке или Каймон-Таке (яп. 開聞岳 Каймон-дакэ) — активный стратовулкан на японском острове Кюсю, в префектуре Кагосима. Из-за своей конусообразной формы известен как «Сацумский Фудзи» (яп. 薩摩富士 Сацума-Фудзи).
Вулкан расположен на полуострове Сацума на южной оконечности острова, на территории города Ибусуки. Высота — 924 м, диаметр — 5 км. С вершины горы видны города Кирисима и Кагосима, а также остров Якусима.
Вулкан активен уже более 4000 лет. Известны крупные извержения вулкана в 874 и 885 годах. Постепенно вулкан затих, в 1915 году прекратились и выбросы пепла. После долгого перерыва в 2000 году была отмечена фумарольная активность.
Вокруг вулкана простирается сложенное вулканическим пепелом нагорье, также рядом расположены кратерные озёра Икеда и Унаги и знаменитый Ибусуки-онсэн. У подножия вулкана проходит железнодорожная линия Макурадзаки (JR指宿枕崎), к вулкану ходят автобусы.